# Michał Jeliński
Michał Jeliński (ur. 17 marca 1980 w Gorzowie Wielkopolskim) – polski wioślarz, czterokrotny mistrz świata, mistrz olimpijski z Letnich Igrzysk Olimpijskich w Pekinie (2008).

## Życiorys
Zawodnik klubu AZS-AWF Gorzów Wielkopolski. Ukończył studia na Wyższej Szkole Bankowej w Poznaniu.
Wielokrotny mistrz Polski w wioślarstwie, a także m.in. czterokrotny mistrz świata w czwórce podwójnej i jednokrotny mistrz Europy w tej konkurencji. Trzykrotnie startował na letnich igrzyskach olimpijskich. W Pekinie w 2008 osada w składzie Michał Jeliński, Marek Kolbowicz, Adam Korol i Konrad Wasielewski wywalczyła złoty medal.
Był członkiem komitetu poparcia Bronisława Komorowskiego przed wyborami prezydenckimi w 2010 i w 2015.
Choruje na cukrzycę typu 1.
Został odznaczony Krzyżem Kawalerskim Orderu Odrodzenia Polski (2008).

## Osiągnięcia
Igrzyska olimpijskie
- 2008: czwórka podwójna – 1. miejsce
- 2012: czwórka podwójna – 6. miejsce
- 2004: dwójka podwójna – 13. miejsce[1][6]

Mistrzostwa świata
- 1. miejsce – czwórka podwójna (2005, 2006, 2007, 2009)[1]

Mistrzostwa Europy
- 1. miejsce – czwórka podwójna (2010)